# Laurence Kirby
Laurence A. S. Kirby (auch Laurie Kirby; * 1952) ist ein britischer Mathematiker, der sich mit mathematischer Logik beschäftigt.
Kirby wuchs in Hongkong und England auf, studierte an der Universität Cambridge und promovierte 1977 an der Manchester University. Danach war er in Paris und Princeton (wo er ab 1978 drei Jahre lehrte), bevor er ab 1982 Professor am Baruch College der City University of New York wurde.
Kirby ist für seine Arbeit mit Jeff Paris über unentscheidbare Sätze in der Peano-Arithmetik von 1982 bekannt. Sie bewiesen, dass ein Satz von Reuben Goodstein darin nicht beweisbar oder widerlegbar ist.
Kirby spielt Violine in klassischer Musik und öffentlich als T. G. Vanini in der Folk-Rock Gruppe The Princes of Serendip mit Don Yacullo (Klavier) und seiner Ehefrau Julie Parisi Kirby (Gesang), mit denen er auch Platten aufnahm.